# Жандармерия
Жандармерията (на френски: gendarmerie), или вътрешни войски (на руски: внутренние войска), е вид сили за сигурност.
Тези сили се използват за поддържане на обществения ред, но имат военна организация, поради което са определяни като военни сили, натоварени с полицейски функции.
Служителите на жандармерията се наричат жандармеристи (рядко жандарми). В някои държави жандармерията има свое местно название: вътрешни войски – в Русия, СССР, НРБ, карабинери – в Италия, Молдова, Чили, гражданска гвардия в Испания, военна полиция в Бразилия, национална републиканска гвардия в Португалия, кралско маршалство в Нидерландия и т.н.

## Етимология
Терминът произлиза от френския израз gens d'armes (произн.: жандарм; букв.: „хора с оръжие“). Преминава в gent d'armes (произн.: жандарм), което е игра на думи, доколкото gent също означава „хора“, но се възприема и като съкращение от gentil („благороден“) – намек за благородност на личния състав – първоначално жандармерията е въоръжената свита на френския крал (кралската гвардия), състояща се отначало от най-тежко бронираната кавалерия.

## България
След края на Първата световна война в съответствие с подписания на 27 ноември 1919 година Ньойски договор числеността на българските въоръжени сили е намалена до 33 хил. души. Договорът обаче разрешава създаване на 10-хилядна жандармерия, разформирована след Деветосептемврийския преврат.
През 1948 година утвърждаващия се тоталитарен комунистически режим създава по съветски образец вътрешни войски, сред целите на които е защитата на властите при „евентуални по-сериозни вътрешни събития“. Първоначалната им численост е 4 хиляди души, а през 1950 година са преобразувани в дивизия, пръв командир на която става генерал-майор Димитър Гилин. През 1952 година са преобразувани в две дивизии и две самостоятелни бригади и се планира към края на 60-те години числеността им да достигне 8743 души.
Вътрешни войски са преобразувани отново в жандармерия през втората половина на 90-те години.